# Mémorial de Berlin-Hohenschönhausen
Le Mémorial de Berlin-Hohenschönhausen se trouve sur le site de l'ancienne prison du ministère de la Sécurité d'État de la RDA dans le quartier de Lichtenberg à Berlin. À l'origine une prison du NKVD, créée en 1945, elle est devenue la prison centrale de la police secrète soviétique en 1946. En 1951, elle a été finalement remis à la RDA, qui l'a utilisé comme «prison centrale de la sûreté de l' État» jusqu'en 1989. Elle a été fermée en 1990 dans le cadre de la réunification de l'Allemagne. Les prisonniers politiques, dont presque tous les membres connus de l'opposition de la RDA, y ont été détenus et torturés physiquement et mentalement.  A cette époque, la prison n'était pas répertoriée sur les plans de la ville.  En 1992, les bâtiments de la prison ont été placés sous un ordre de conservation. Le mémorial a commencé à fonctionner sur le terrain de la prison en 1994 ; il est une fondation de droit public depuis 2000. Le mémorial est membre de la Plateforme européenne de la mémoire et de la conscience .

## Mission
La mission du mémorial de Berlin-Hohenschönhausen est définie dans la loi portant création de la fondation : il étudie l'histoire de la prison de Hohenschönhausen de 1945 à 1989 et restitue ces informations  à travers des expositions, des événements et des publications afin d'encourager la discussion sur les formes et les conséquences de la persécution politique et de l'oppression sous la dictature communiste . L'exemple de la prison de Hohenschönhausen illustre le système de la justice politique en RDA.

## Histoire

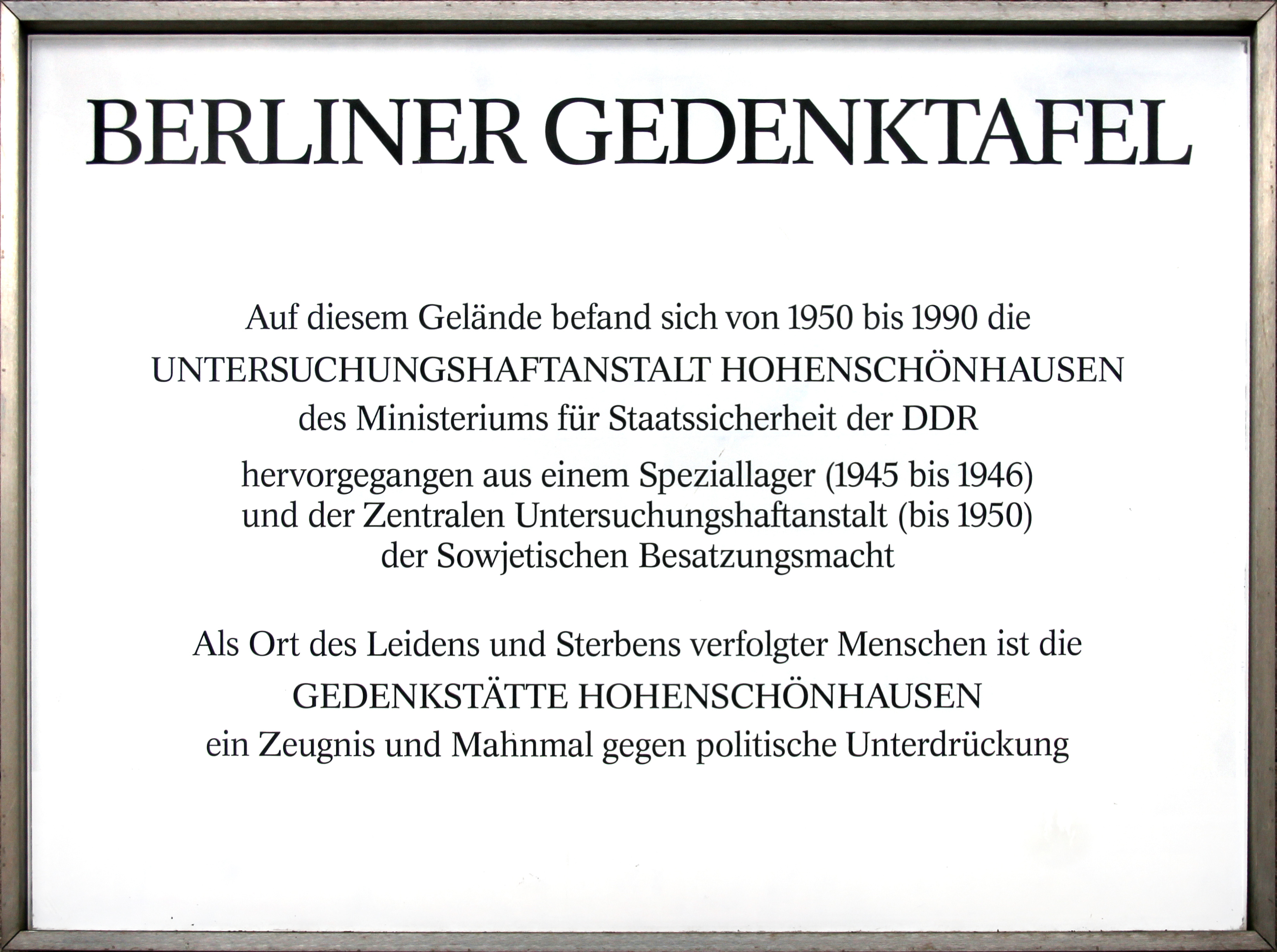
Plaque commémorative, Genslerstrasse 66, à Berlin-Alt-Hohenschönhausen

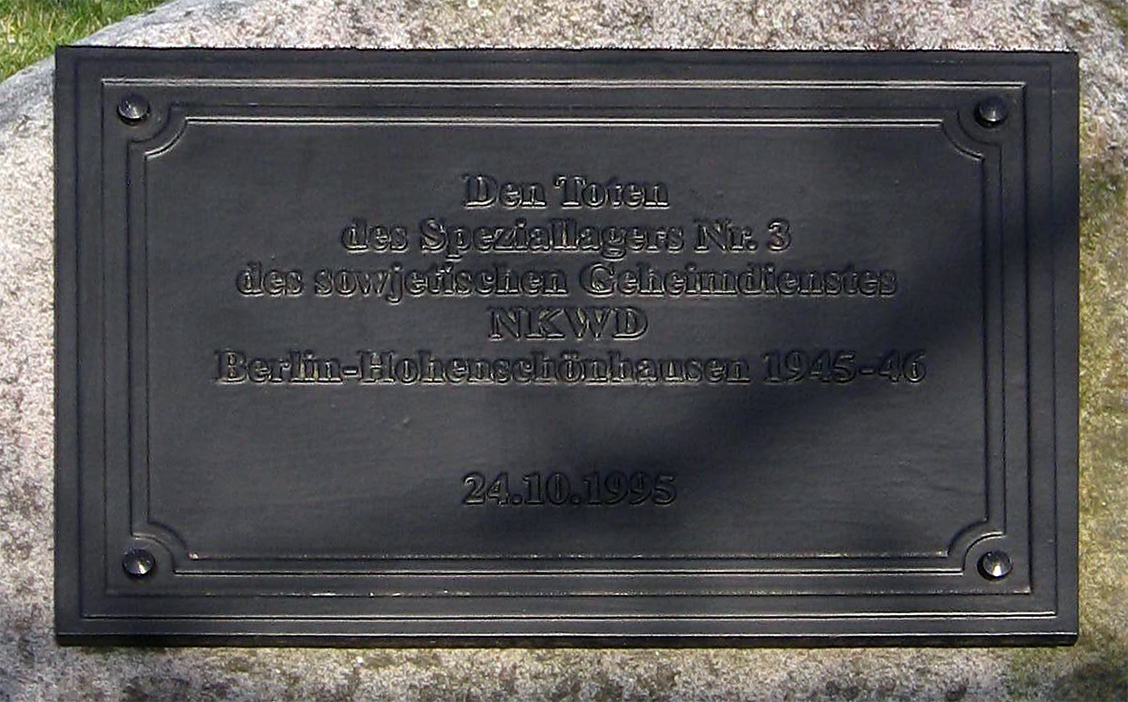
Pierre commémorative pour les victimes du camp spécial No. 3e

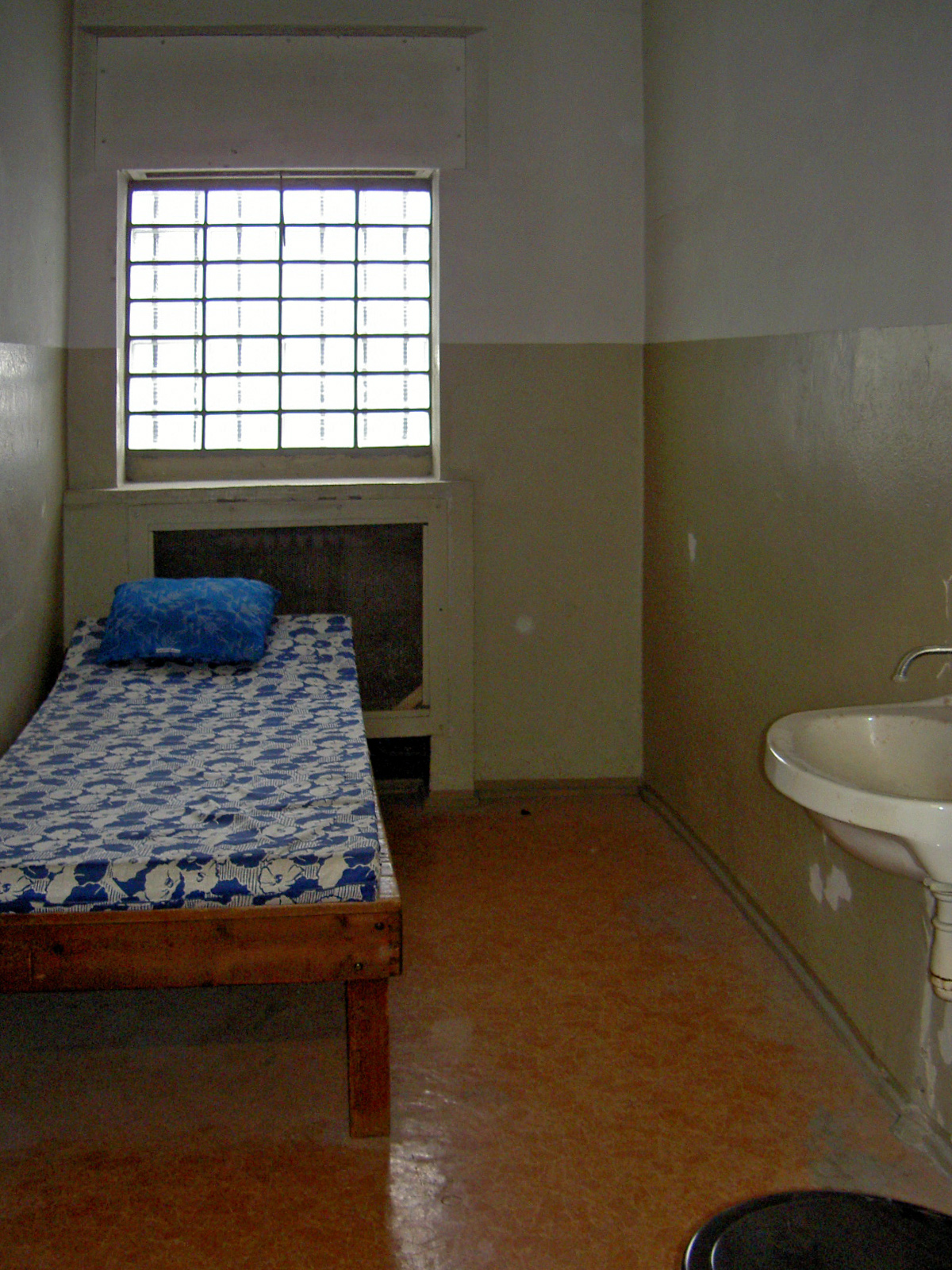
Cellule individuelle dans le nouveau bâtiment

Après la Révolution pacifique, les bâtiments et les installations sont restés en grande partie dans leur état d'origine. Un mémorial a été créé en 1994. Le terrain et les bâtiments appartiennent à l'État de Berlin, et le gouvernement fédéral et l'État de Berlin financent conjointement le mémorial.  Le directeur scientifique du mémorial était de fin 2000 à 2018 l'historien Hubertus Knabe, le directeur adjoint était Siegfried Reiprich jusqu'en 2009 et Helmuth Frauendorfer de 2010 à 2018.  Pendant le mandat de Knabe, le nombre de visiteurs est passé d'environ 50 000 à plus de 450 000 par an.  En juin 2019, l'historien Helge Heidemeyer a été nommé directeur.
Des conférenciers, pour la plupart d'anciens prisonniers, guident les visiteurs à travers les différents bâtiments. Le mémorial s'adresse également aux écoles proposant des cours et a publié du matériel pédagogique en collaboration avec l'Institut d'État de Berlin pour les écoles et les médias. La majorité des visiteurs sont désormais des écoliers, qui viennent principalement des Länder de Rhénanie du Nord-Westphalie, de Bavière et du Bade-Wurtemberg . Les étrangers intéressés par ce mémorial venaient principalement du Danemark, de Norvège et de Grande-Bretagne .